# Barore Sassu
Salvatore Sassu, detto Barore (Banari, 25 febbraio 1891 – 1976), è stato un poeta italiano in lingua sarda.

## Biografia
"Tiu" Barore Sassu fu un noto improvvisatore poete molto ironico e caustico, sotto questo aspetto molto simile al silighese Gavino Contini.
Giovanissimo combatté nella prima guerra mondiale nella Brigata Sassari e fu fatto prigioniero.
Questi trascorsi, insieme al fascismo, ebbero un certo influsso sulla sua vita, e riporterà anche un episodio della sua prigionia in una raccolta di ottave.
Proprio il suo spirito ironico nei versi, lo mise in contrasto con le autorità ecclesiastiche e fasciste che, con generiche accuse, nel 1932 avevano sospeso le gare dei poetes.
Gli è dedicato un premio di poesia e la biblioteca comunale di Banari.

## Opere
- Gara poetica: gara poetica in limba logudorese tenutasi a Siurgus Donigala... (con Mario Masala)
- Tragedias de presonia in Austria / de Barore Sassu , Cagliari, Litotip. TEA
- Poesia sarda Cagliari, Litotip. Trudu
- Gara poetica in limba logudorese cantata in Quartu S. Elena il 16 settembre 1968 tra i poeti Barore Sassu di Banari, Sotgiu Giuseppe di Bonorva contenente: Esordio: 1. tema: amore e morte, 2. tema: vendetta e perdono, e modas, Cagliari, Tip. TEA
- Storia della 2. guerra mondiale 1940-1945 in poesia logudoresa; Su siddadu; Moda a Carbonia; Moda a S. Maria Cagliari, litotip. TEA
- ,, Gara poetica: 6.5.1946 in Palmas Arborea, (tema) Naufragiu in mare, in cumpagnia cun mamma e Isposa,ma nde podet salvare una sola.Sassu salva s'Isposa, e Cubeddu antonio salva sa Mamma.